# Chusquea lanceolata
Chusquea lanceolata är en gräsart som beskrevs av Albert Spear Hitchcock. Chusquea lanceolata ingår i släktet Chusquea och familjen gräs.
Artens utbredningsområde är Guatemala. Inga underarter finns listade i Catalogue of Life.